# Albert Kuhn
P. Albert Kuhn, OSB (* 26. November 1839 in Risch; † 6. Februar 1929 in Einsiedeln; heimatberechtigt in Wohlen), war ein Schweizer Kunsthistoriker, Kapitular des Stiftes Maria-Einsiedeln und Professor für Kunstgeschichte, seit 1861 an der Stiftsschule in Einsiedeln tätig.

## Werk
Kuhn verfasste und publizierte mehrere, darunter einige für seine Zeit bedeutende Werke, wie z. B. eine 6-bändige Allgemeine Kunstgeschichte, sowie Monographien über Melchior Paul von Deschwanden, P. Rudolf Blättler und Fritz Kunz. Auch befasste er sich eingehend mit Fragen zum Kirchenbau, wozu er ebenfalls Werke und Studien veröffentlichte (z. B. Der jetzige Stiftsbau Maria-Einsiedeln, Buchpublikation 1883).

„P. Albert wurde vielfach bei Renovationen von Kirchen und Kapellen beigezogen. Ebenso wurde er als Berater bei kirchlichen Neubauten oft befragt. In diesen Fragen war er ein Kind seiner Zeit, die hierin vielfach anderen Anschauungen huldigte, als sie heute vertreten werden.“

„Bei P. Albert Kuhn war ich meist der Erste. Aber gelernt habe ich bei ihm rein nichts. Seine Aesthetik war Aufsagen, ebenso seine Kunstgeschichte (italienische Renaissance, ohne Bilder). Ich fürchtete ihn, wie alle anderen, weil er unberechenbar war.“

## Publikationen
- Roma. Die Denkmale des christlichen und des heidnischen Rom in Wort und Bild (mit 690 Illustrationen). Gebr. Carl und Nicolaus Benziger, Einsiedeln, New-York, Cincinnati und St. Louis 1877.
- Der jetzige Stiftsbau Maria-Einsiedeln. K. und N. Benziger, Einsiedeln 1883.
- Allgemeine Kunstgeschichte mit aesthetischer Vorschule als Einleitung zur Geschichte und zum Studium der bildenden Künste, Die Werke der bildenden Künste vom Standpunkte der Geschichte, Technik, Aesthetik. 3 Bände in 6 Halbbänden: Geschichte der Baukunst, 1. und 2. Halbband, Geschichte der Malerei, 1. und 2. Halbband, Geschichte der Plastik, 1. und 2. Halbband. Benziger, Einsiedeln 1909.
- Die Kirche. Ihr Bau, ihre Ausstattung, ihre Restauration. Benziger, Einsiedeln, Waldshut, Cöln, Strassburg i. E. 1916.
- Grundriss der Kunstgeschichte. Mit 695 Abbildungen im Text. Verlagsanstalt Benziger & Co. A.G., Einsiedeln ohne Jahr (um 1920)
- Das Kloster Einsiedeln – Geschichte, Beschreibung, Wirkungskreis, Umgebung, Archiv des Immaculata-Zentrums, Appenzell 1926/27[6]
- Kuhn, P. Albert O.S.B. [et al.]: Schwyz. Einsiedeln. Das Kloster Einsiedeln. Geschichte, Beschreibung, Wirkungskreis, Umgebung. Mit 18 Bildern auf Tafeln und 30 im Text. Verlagsanstalt Benziger & Co., Einsiedeln / Köln a. Rh. o. J. (um 1935)